# Rittner Seilbahn

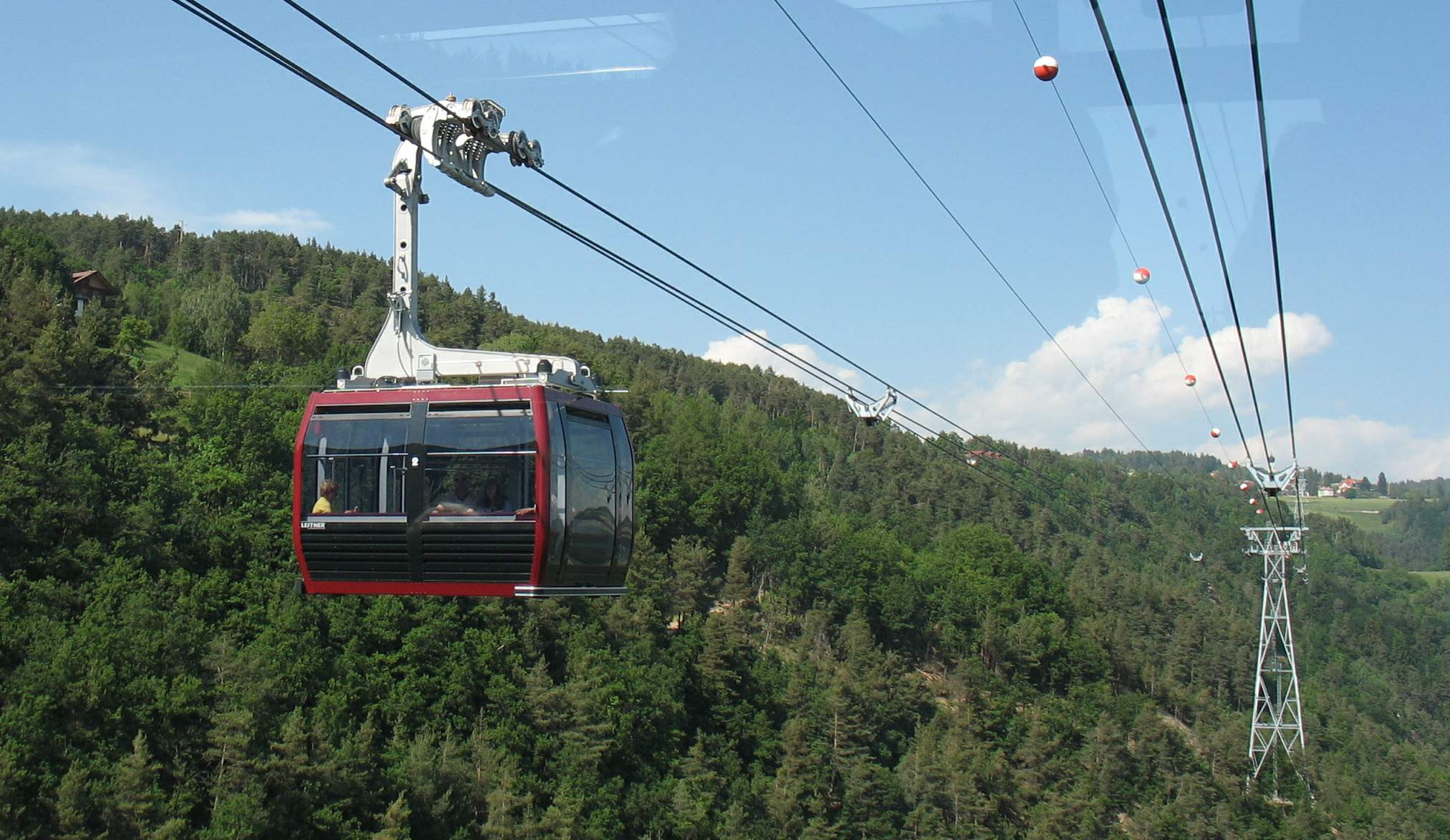
Die Rittner Seilbahn kurz vor Oberbozen

Die Rittner Seilbahn ist eine Luftseilbahn, die von der Südtiroler Hauptstadt Bozen nach Oberbozen auf dem Ritten führt und als Linie 161 in den Verkehrsverbund Südtirol integriert ist. Die ursprüngliche Pendelbahn wurde 2009 durch eine 3S-Bahn ersetzt.

## Ersatz für die Rittner Bahn
Die Rittner Seilbahn sollte eigentlich die schmalspurige Rittner Bahn von 1907 vollständig ersetzen, weil man die Investitionen für die Erhaltung ihres Zahnradabschnitts nicht aufbringen wollte bzw. konnte. Der erste Spatenstich fand im August 1964 statt, der schwere Eisenbahnunfall vom 3. Dezember 1964 beschleunigte schließlich den Seilbahnbau. So wurde die Rittner Bahn zwischen Bozen Waltherplatz und Maria Himmelfahrt zwar mit der Seilbahneröffnung stillgelegt, nach Beschwerden von Bürgern blieb aber die Adhäsionsstrecke auf dem Hochplateau des Ritten erhalten.

## Alte Rittner-Seilbahn

### Basisdaten der Pendelbahn

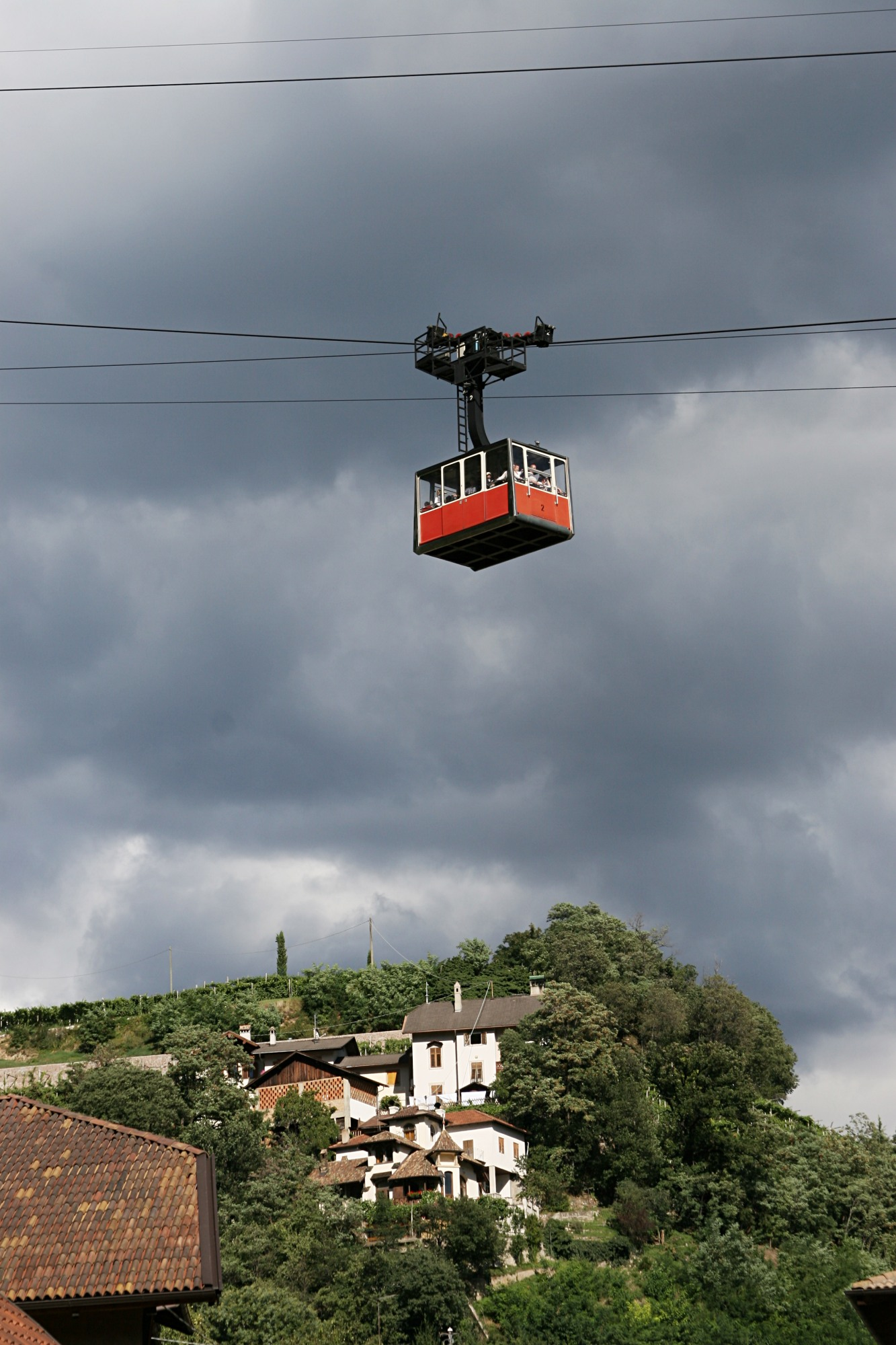
Die alte Rittner Pendelbahn

Die von Ceretti e Tanfani gebaute und am 14. Juli 1966 eröffnete Pendelbahn galt mit 4.565 Metern Streckenlänge als eine der längsten Personenseilbahnen der Welt. Bei 12 Minuten Fahrzeit und einer Geschwindigkeit von 8 m/s (28,8 km/h) überwand die Bahn einen Höhenunterschied von rund 950 Metern. Die Kabinen, die ein Fassungsvermögen von 50 Personen hatten, schwebten von der Talstation Bozen (276 m s.l.m.) bis auf 1227 m s.l.m. zur Bergstation Oberbozen. Wegen der Länge der Strecke konnte nur eine Förderleistung von 250 Personen pro Stunde erreicht werden. Die Seilbahn hatte insgesamt acht Stützen. Sie wurde 1986 von Agudio überholt.

### Technische Einzelheiten
Die Seilbahn fuhr auf einem Tragseil mit 52 mm Durchmesser und wurde von einem Zugseil mit 27 mm bewegt. Das Gegenseil (Ballastseil) hatte einen Durchmesser von 22 mm. Außerdem hatte die Bahn ein Hilfsseil mit 5 mm. Die große Bahnlänge ließ es jedoch nicht zu, dass die Tragseile in einem Stück gespannt wurden. Daher wurde die Strecke in zwei Abschnitte unterteilt und die Stütze 8 als Tragseilabspannpfeiler errichtet, an dem die Tragseile von der Berg- und der Talseite auf großen Rollen fest verankert wurden. Die beiden bergseitigen Tragseile wurden mit Spanngewichten von je 70 t, die talseitigen mit Gewichten von 60 t gespannt. Die Gondeln wurden auf der Stütze 8 von dem durchgehenden Zugseil über eine Metallkonstruktion auf die jeweils andere Tragseilsektion gezogen.

### Abbruch der alten Seilbahn
Die Seilbahn wurde im September 2007 geschlossen und bis März 2008 abgerissen, weil sie durch eine Kabinen-Umlaufbahn ersetzt wurde.

## Neue Rittner Seilbahn

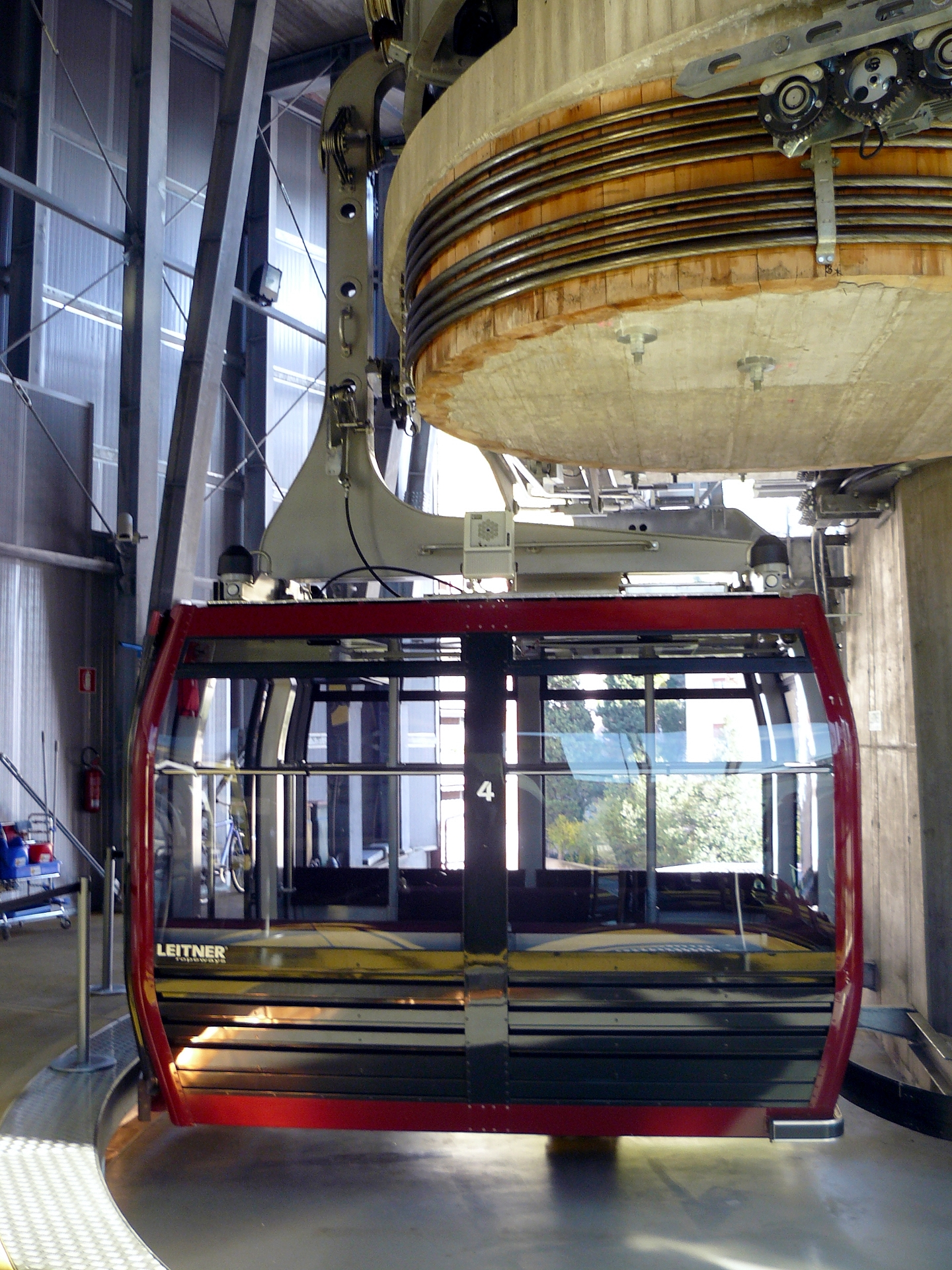
Kabine der neuen Rittner Seilbahn

### Basisdaten der Umlaufbahn
Die neue Rittner Seilbahn wurde am 23. Mai 2009 eröffnet. Sie ist im Gegensatz zur alten Pendelbahn eine 3S-Bahn mit zwei Tragseilen und einem Zugseil, das mehrere Kabinen bewegt. Jede Kabine hat eine Kapazität von 35 Plätzen (24 Sitz- und 11 Stehplätze). Etwa alle vier Minuten verlässt eine Kabine die Station und erreicht in zwölf Minuten das Rittner Hochplateau. Zunächst verfügte die neue Rittner Seilbahn über acht Kabinen, die etwa 550 Personen pro Stunde und somit deutlich mehr Fahrgäste als die alte Seilbahn in jede Richtung befördern konnten. Aufgrund der starken Nachfrage wurde im Frühjahr 2015 die Anzahl um zwei zusätzliche Kabinen von acht auf zehn aufgestockt, wodurch die Förderkapazität auf 720 Personen pro Stunde gesteigert werden konnte. Während der COVID-19-Pandemie wurde die Kapazität auf 15 Personen pro Kabine reduziert. Damit sank die Förderleistung auf 310 Personen pro Stunde.
Die Seilbahn wird dabei an Werktagen ab 6:30 Uhr und an Sonn- und Feiertagen ab 7:10 Uhr betrieben. Der Vier-Minuten-Takt wird zwischen 19:00 und 21:48 Uhr auf bis zu zwölf Minuten ausgedünnt, die letzten Fahrten finden jeweils um 22:15 und 22:45 Uhr statt.

### Technische Einzelheiten
Die von der Leitner AG gebaute Dreiseilumlaufbahn hat auf jeder Fahrspur zwei Tragseile mit 47 mm Durchmesser und ein umlaufendes, endlos gespleißtes Zugseil von 40 mm. Die Seilbahn benötigt nur noch sieben Stützen. Das längste Spannfeld zwischen den Stützen hat 958 m. Die Kabinen werden in den Stationen auf eine Hängeschiene gefahren, vom Zugseil abgekuppelt und zum Ein- und Aussteigen angehalten. Danach werden sie an der Hängeschiene wieder beschleunigt, in der Gegenrichtung auf die Tragseile gefahren und an das Zugseil angekuppelt. Bei geringem Verkehr können auch weniger Kabinen in größeren Abständen in Umlauf gebracht werden. Die neue 3S-Bahn fährt zwar nur mit 7 m/s (25 km/h), hat aber wegen der kontinuierlich umlaufenden Gondeln und dem leichteren Ein- und Aussteigen eine höhere Förderleistung.

### Auslastung
Die Rittner Seilbahn erreicht dank Pendlern und Touristen hohe Auslastungszahlen. Im Jahr 2016 konnten beispielsweise 1.041.939 Fahrgäste gezählt werden. An den Wochenenden in der Tourismussaison werden durchschnittlich zwischen 3500 und 4500 Entwertungen verzeichnet.

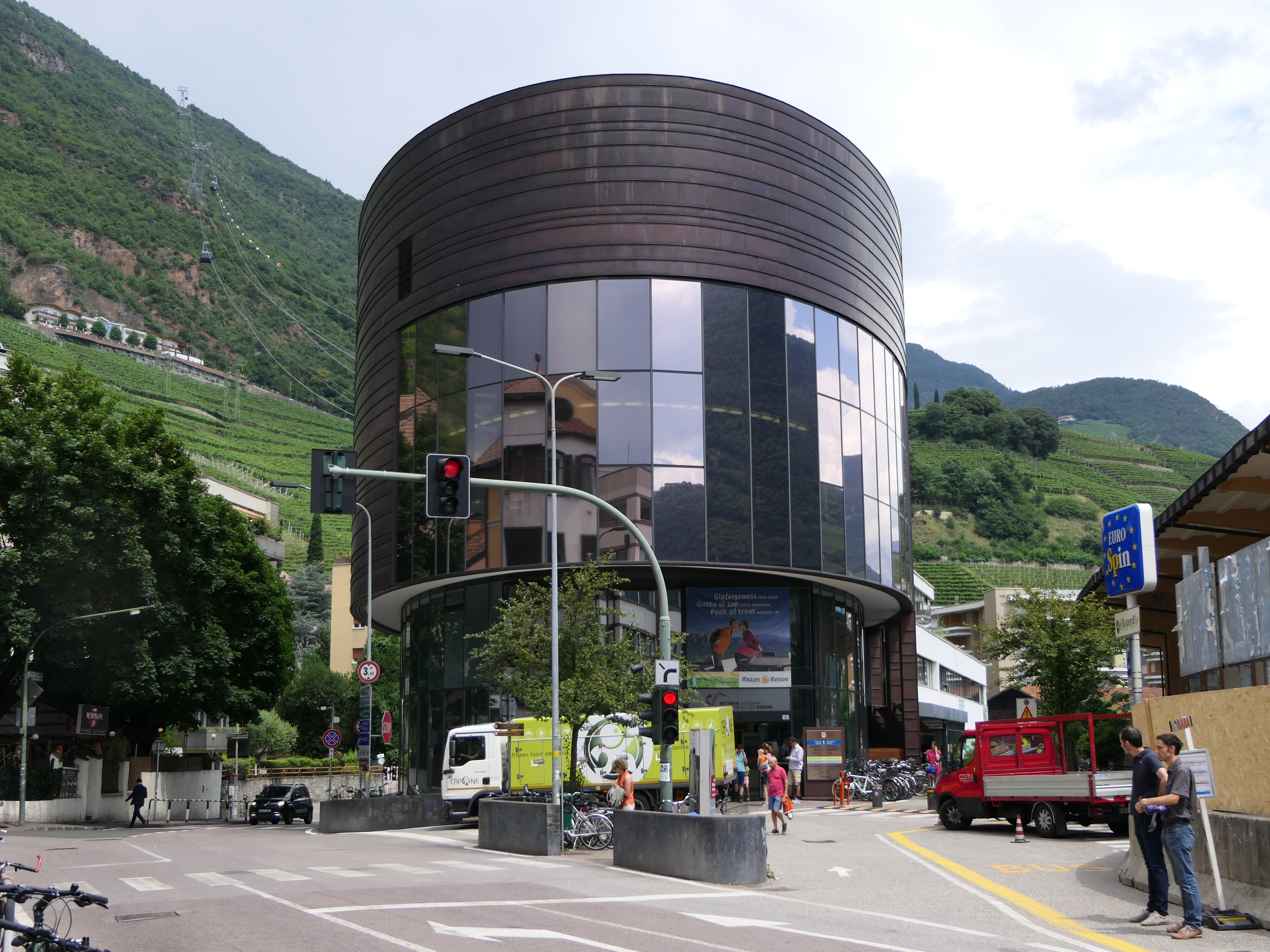
Talstation in Bozen
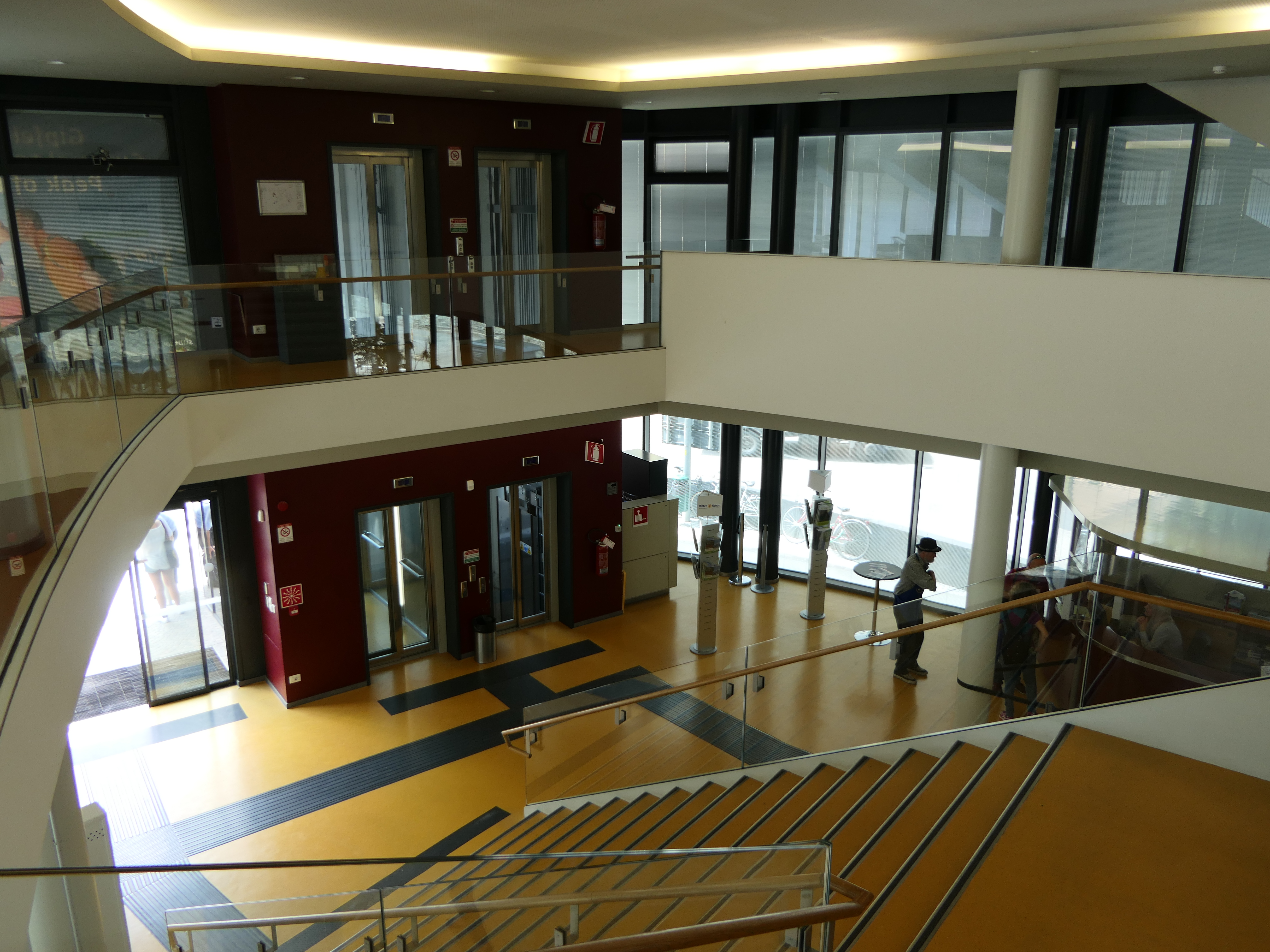
Das Innere der Talstation
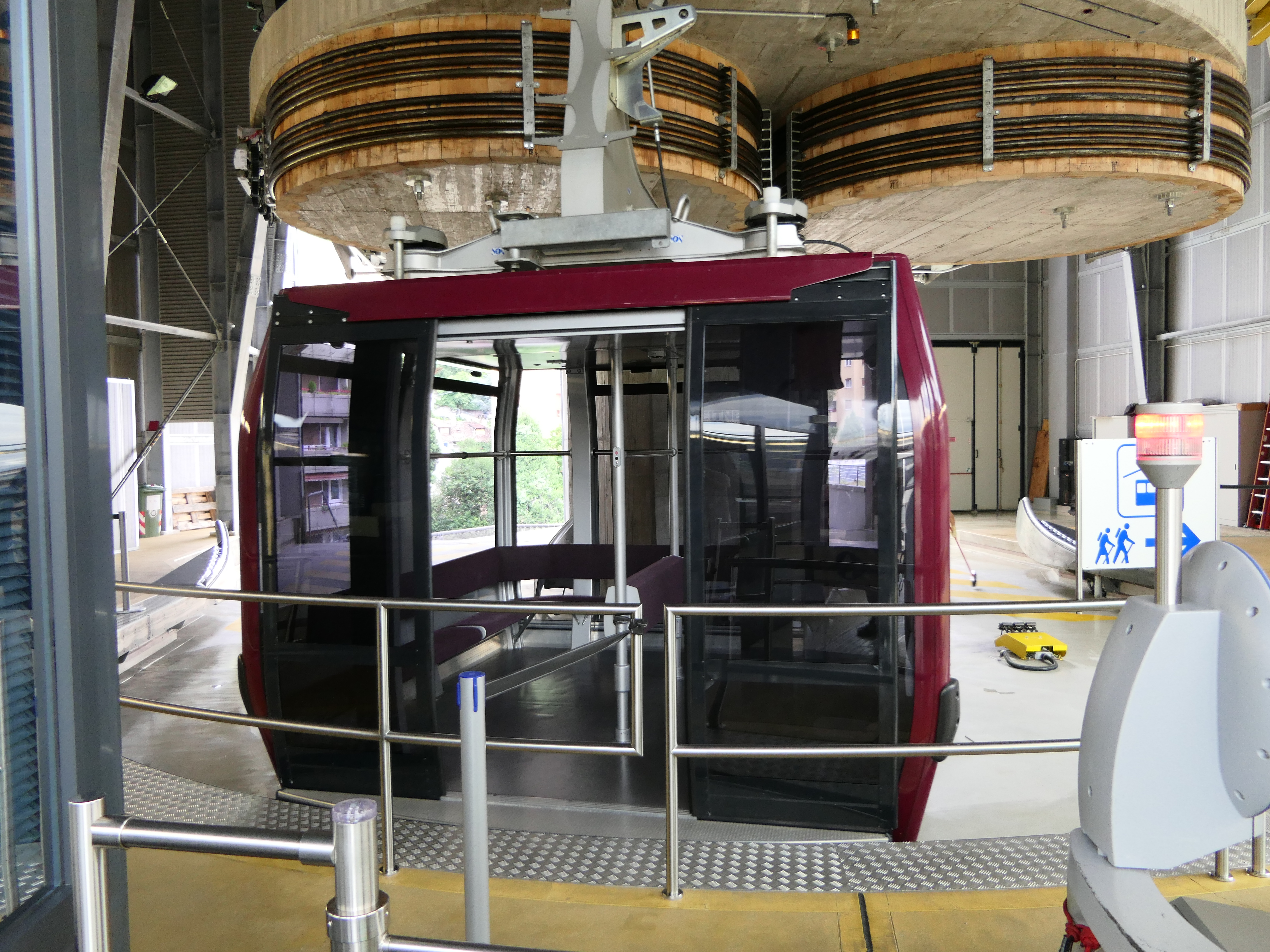
Eine Kabine ist bereit zur Aufnahme der Fahrgäste in der Talstation
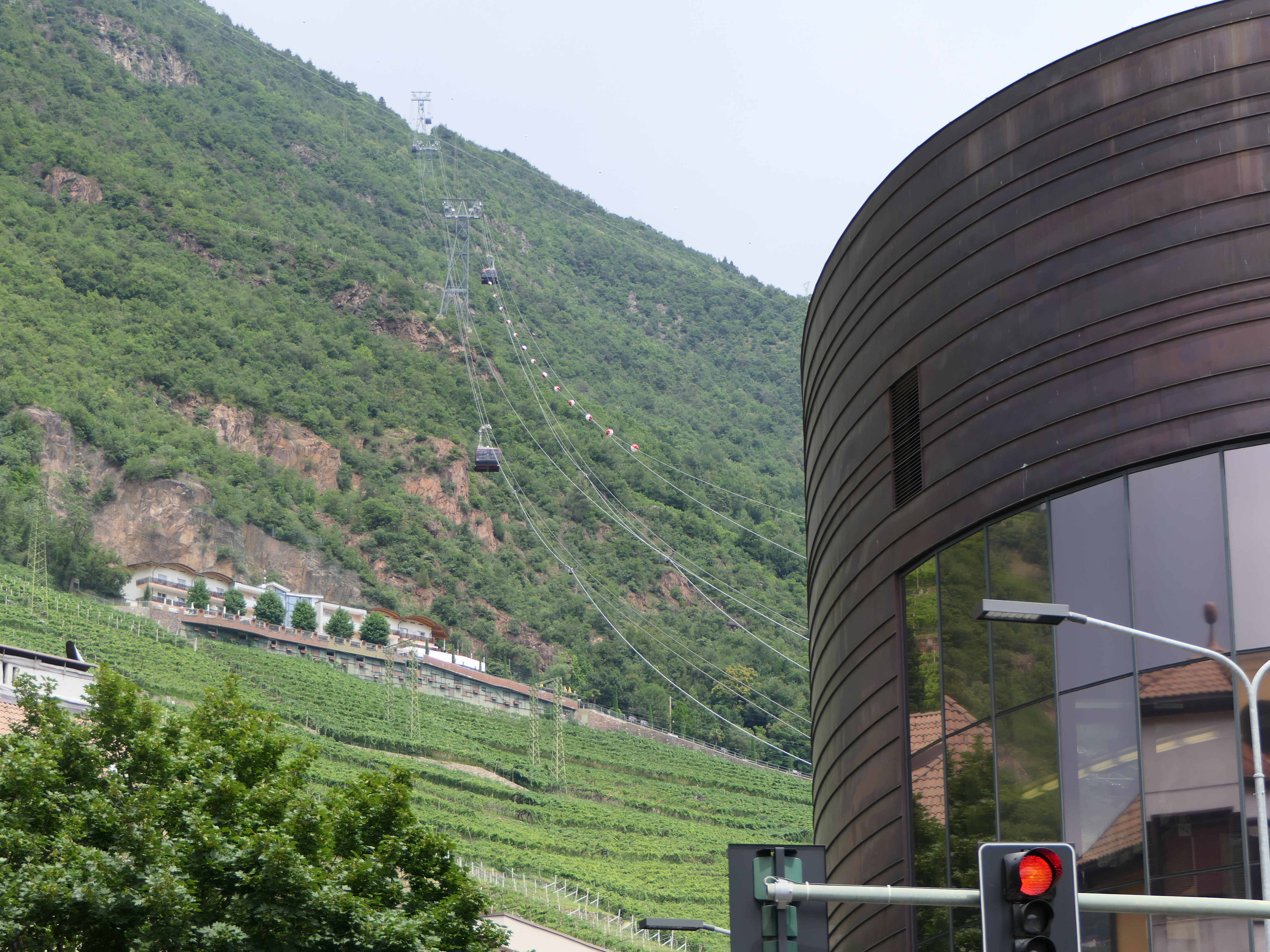
Strecke oberhalb der Talstation
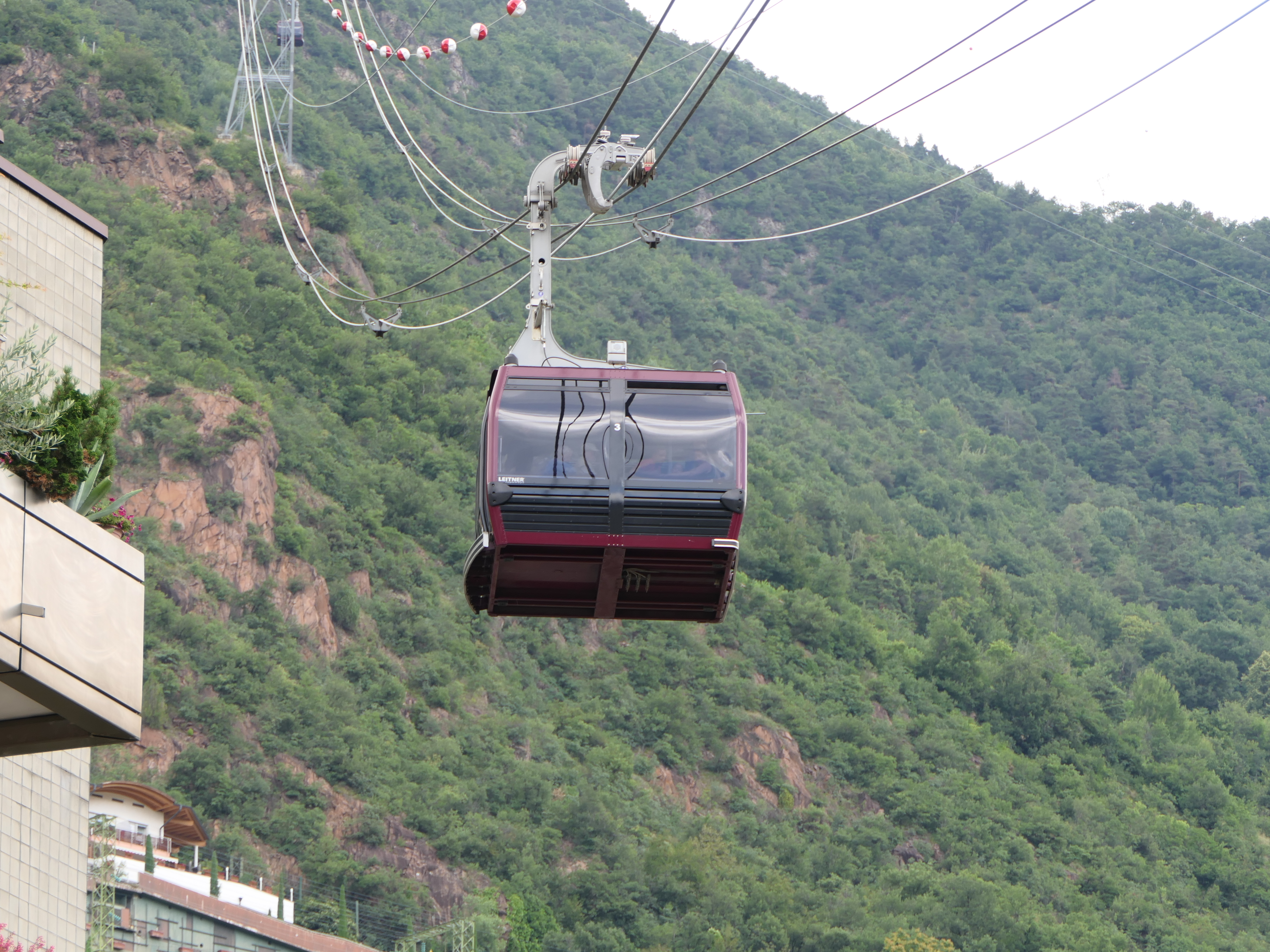
Kabine kurz vor der Einfahrt in die Talstation
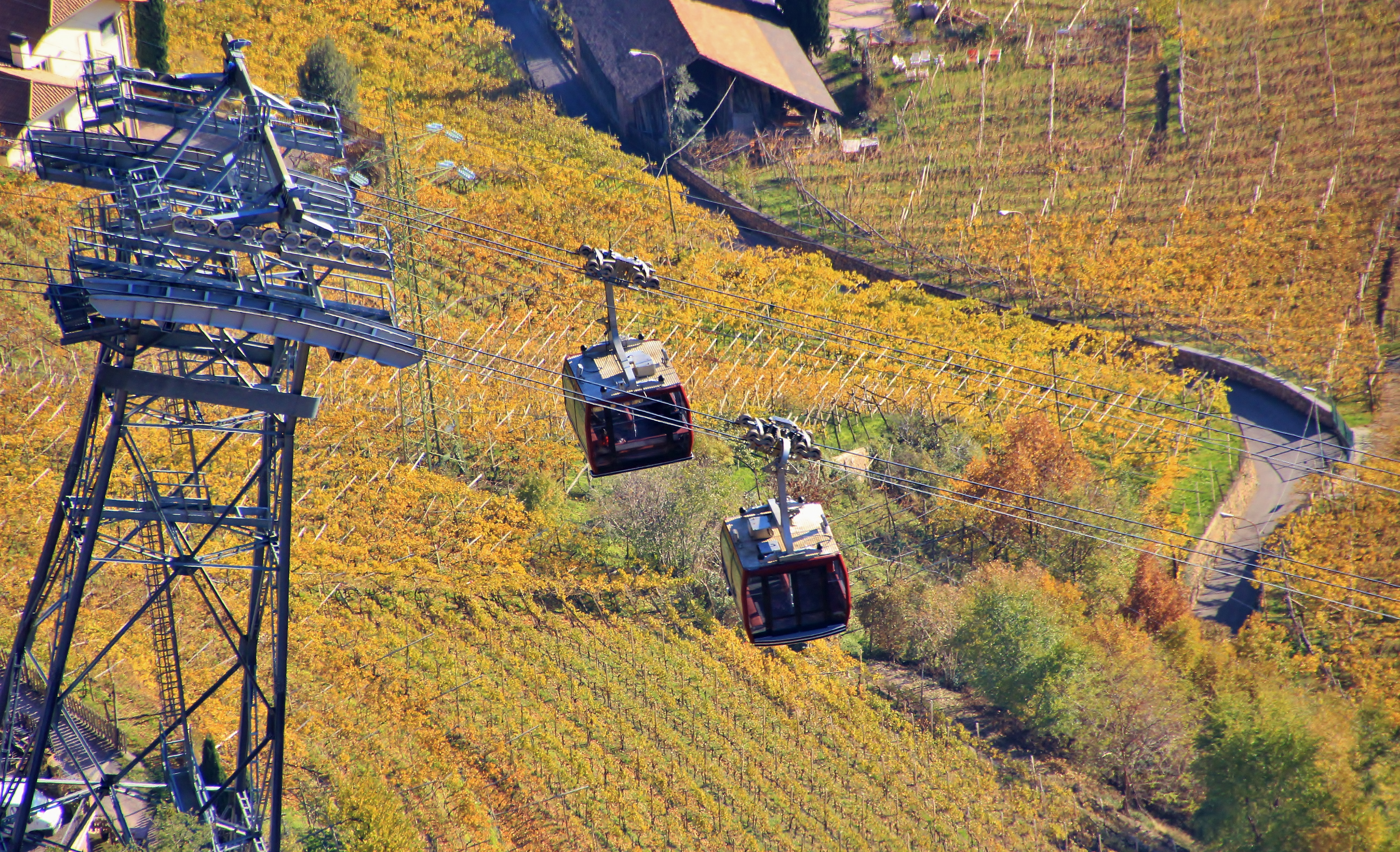
Kabinen der Rittner Seilbahn über Bozner Weinbergen
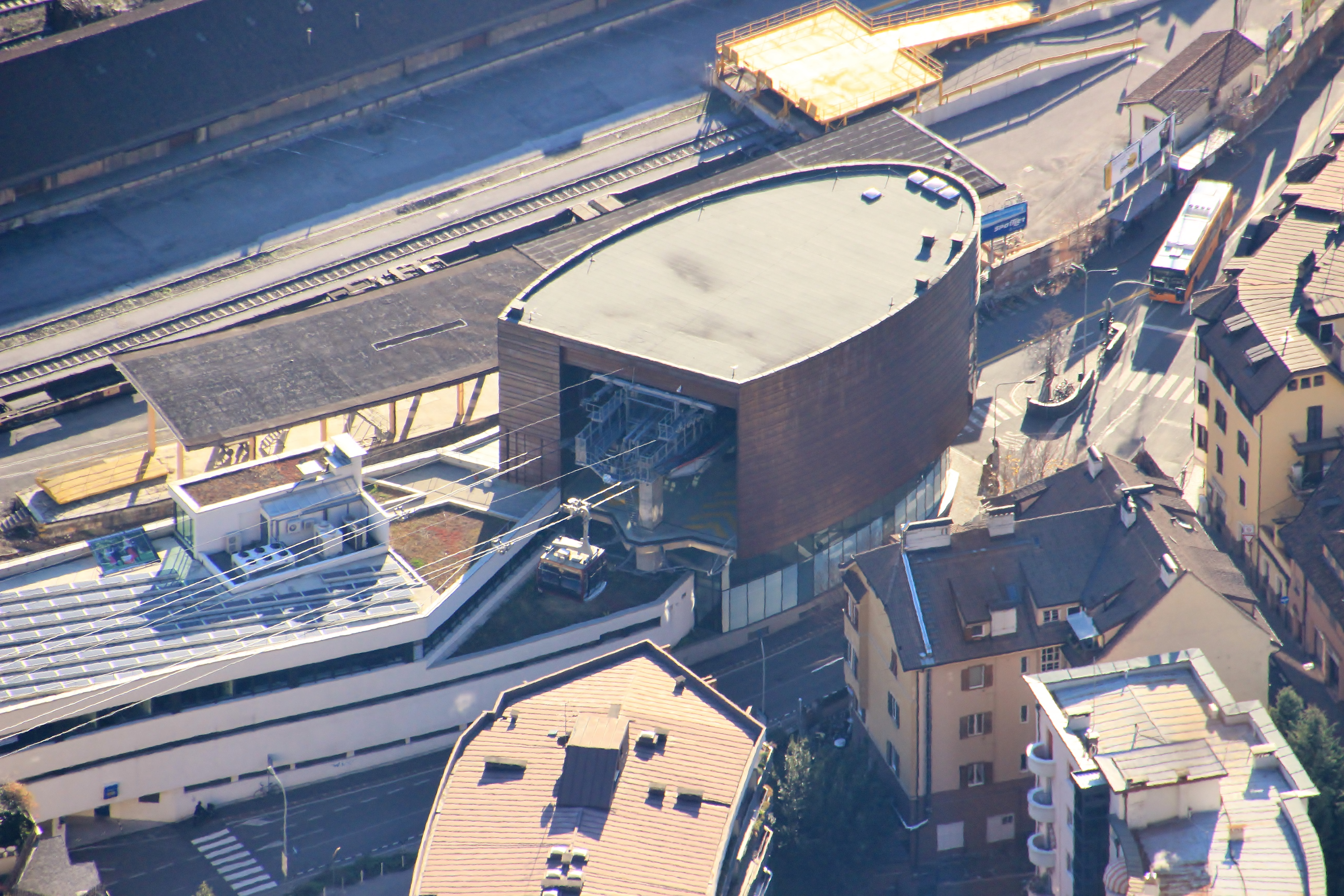
Die Talstation von oben
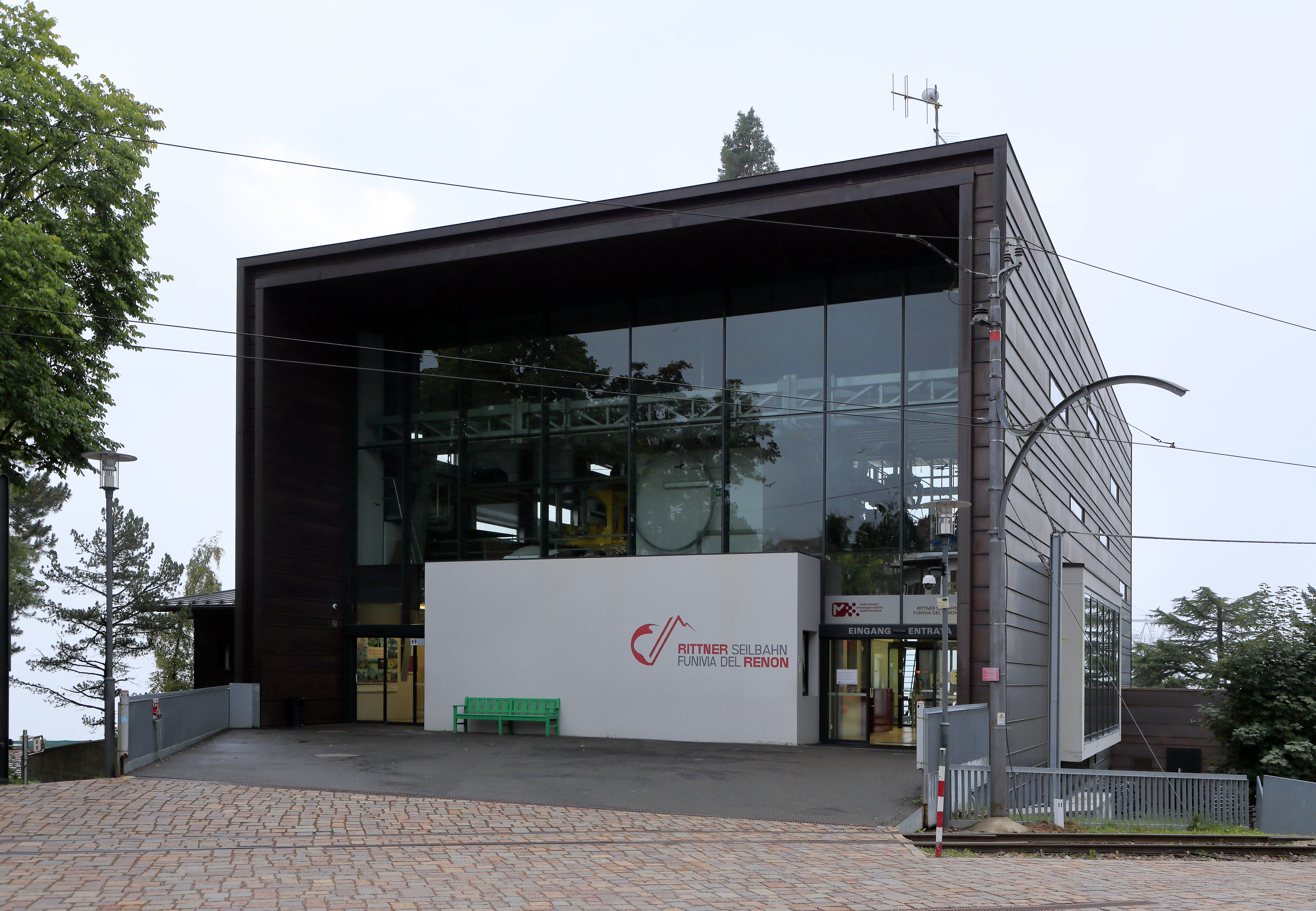
Die Bergstation im Jahr 2021

## Eigentümer und Betreiber
Die Rittner Seilbahn befindet sich im Eigentum der Südtiroler Transportstrukturen (STA). Nachdem sie lange Jahre durch die SAD Nahverkehr betrieben wurde, übernahmen die STA im Jahr 2021 selbst die Führung.